# آرتاوازد یکم
آرتاوازد یکم (به ارمنی: Արտավազդ Առաջին) پادشاه ارمنستان از ۱۶۰ تا ۱۱۵ قبل از میلاد و از خاندان آرتاشسی بود. وی پسر آرتاشس یکم و ملکه ساتنیک بود